# Jeannot Moes
Jeannot Moes (Wasserbillig, 11 mei 1948) is een voormalig voetbaldoelman uit Luxemburg.

## Spelerscarrière

### Clubvoetbal
Moes kwam zijn gehele carrière uit voor Avenir Beggen. Hij kwam tot een totaal van 405 competitieduels in de Nationaldivisioun, waarmee hij derde staat op de eeuwige ranglijst achter Denis Scuto (424) en Théo Scholten (491).

### Luxemburgs elftal
Moes speelde – inclusief B-interlands – in totaal 55 interlands voor Luxemburg in de periode 1970-1983. Hij maakte zijn debuut op 15 november 1970 in de EK-kwalificatiewedstrijd in Luxemburg tegen Oost-Duitsland, die met 5-0 verloren ging door doelpunten van Eberhard Vogel en Hans-Jürgen Kreische. Moes trad in dat duel na 32 minuten op als vervanger van René Hoffmann. Zijn laatste interland speelde hij op 27 maart 1983: een EK-kwalificatiewedstrijd op eigen veld tegen Hongarije (2-6). John van Rijswijck was bij de nationale ploeg de opvolger van Moes.

## Erelijst
Avenir Beggen
- Landskampioen

1969, 1982, 1984, 1986
- Beker van Luxemburg

Winnaar: 1983, 1984, 1987
Finalist: 1974, 1988, 1989